# Вайда, Арпад
Арпад Вайда (венг. Vajda Árpád; 2 мая 1896, Римасомбат — 25 ноября 1967, Будапешт) — венгерский шахматист; международный мастер (1950), международный арбитр (1954); доктор юридических наук.
Неоднократный победитель венгерских национальных турниров. В составе команды Венгрии чемпион 1-й и 2-й шахматных олимпиад; 2-е место на 3-й, 7-й и 3-5-е место на 5-й олимпиадах. Лучшие результаты в международных турнирах: Вена (1921) — 4-7-е; Лондон (1922; побочный турнир) — 1-е; Портсмут (1923) — 2-е (за А. Алехиным); Париж (1924; чемпионат мира среди любителей) — 4-6-е; Дьёр (1924) — 4-5-е; Кечкемет (1927) — 5-7-е; Будапешт (1928, 1929) — 5-6-е и 4-5-е; Сольнок (1932) — 1-е места. Участник командного матча Москва — Будапешт (1949). Около 20 лет сотрудничал в журнале «Мадьяр шакквиллаг».